# Ковалюк, Кирилл Сергеевич
Кирилл Сергеевич Ковалюк (бел. Кірыл Сяргеевіч Кавалюк; род. 19 сентября 2003, Брест) — белорусский футболист, полузащитник клуба «Агро-Пелище».

## Карьера

### «Динамо-Брест»
Воспитанник футбольной академии брестского «Динамо». В сезоне 2020 года футболист начал выступать за дублирующий состав брестского клуба. В апреле 2021 года футболист присоединился к «Малорите», вместе с которой провёл сезон в Второй лиге. В марте 2022 года футболист присоединился к «Слуцку». На протяжении первой половины сезона футболист так и не дебютировал за основную команду, после сего в июне 2022 года покинул слуцкий клуб. В июле 2022 года футболист вернулся в брестское «Динамо», подписав контракт на полгода с опцией продления ещё на год. Дебютировал за клуб футболист 22 августа 2022 года в матче против гродненского «Немана», выйдя на замену на 85 минуте. В январе 2023 года футболист продлил контракт клубом до конца 2024 года. Новый сезон футболист провёл выступая за дублирующий состав клуба. В июле 2023 года футболист покинул брестское «Динамо», расторгнув контракт по соглашению сторон.

### «Нафтан»
В июле 2023 года футболист на правах свободного агента присоединился к новополоцкому «Нафтану», подписав контракт до конца сезона. Дебютировал за клуб футболист 18 августа 2023 года в матче против «Энергетика-БГУ», выйдя на замену на 88 минуте. Однако закрепиться в основной команде новополоцкого клуба у футболиста не вышло, проведя всего лишь несколько матчей, оставаясь на скамейке запасных и выступая за дублирующий состав, результативными действиями не отличившись. По итогу сезона футболист вместе с клубом завершил чемпионат на итоговом двенадцатом месте в турнирной таблице, сохранив прописку в Высшей лиге. По окончании сезона футболист покинул новополоцкий клуб в связи с окончанием срока действия контракта.

### «Лида»
В феврале 2024 года футболист на правах свободного агента присоединился к «Лиде», подписав контракт до коцна сезона. Дебютировал за клуб футболист 13 апреля 2024 года в матче против долбизновской «Нивы», выйдя на замену на 88 минуте. Дебютным забитым голом за клуб футболист отличился 11 мая 2024 года в матче против «Островца». По итогу сезона футболист вместе с клубом завершил чемпионат на итоговом шестом месте. На протяжении сезона футболист выступал за клуб в роли одного из основных игроков, отличившись 3 забитыми голами и 3 результативными передачами. По окончании сезона футболист покинул клуб. В феврале 2025 года футболист находился в расположении «Молодечно-2018», где проходил просмотр. Однако позже футболист присоединился к клубу «Агро-Пелище», вместе с которым стал выступать во Второй лиге.

## Семья
- Отец Сергей Ковалюк (род. 1980) — профессиональный футболист.